# Aglauros (Tochter des Aktaios)
Aglauros (altgriechisch Ἄγλαυρος Áglauros, von ἀγλαός aglaós, deutsch ‚strahlend‘ und dorisch ἀώς aṓs, deutsch ‚Morgen‘, oder von ἄγριος ágrios, deutsch ‚bäuerlich, im Freien lebend‘), bei Apollodor Agraulos (Ἄγραυλος Ágraulos), ist in der griechischen Mythologie die Tochter des Aktaios, des ersten Königs von Attika. 
Sie war verheiratet mit Kekrops I., dem König von Attika, und hatte mit ihm vier Kinder, den Erysichthon, die Aglauros, die Herse und die Pandrosos.